# Ryuta Miyauchi
Ryuta Miyauchi (født 2. marts 1994) er en tidligere japansk fodboldspiller.
Han har spillet for flere forskellige klubber i sin karriere, herunder Kashima Antlers.